# Operacja Paperclip

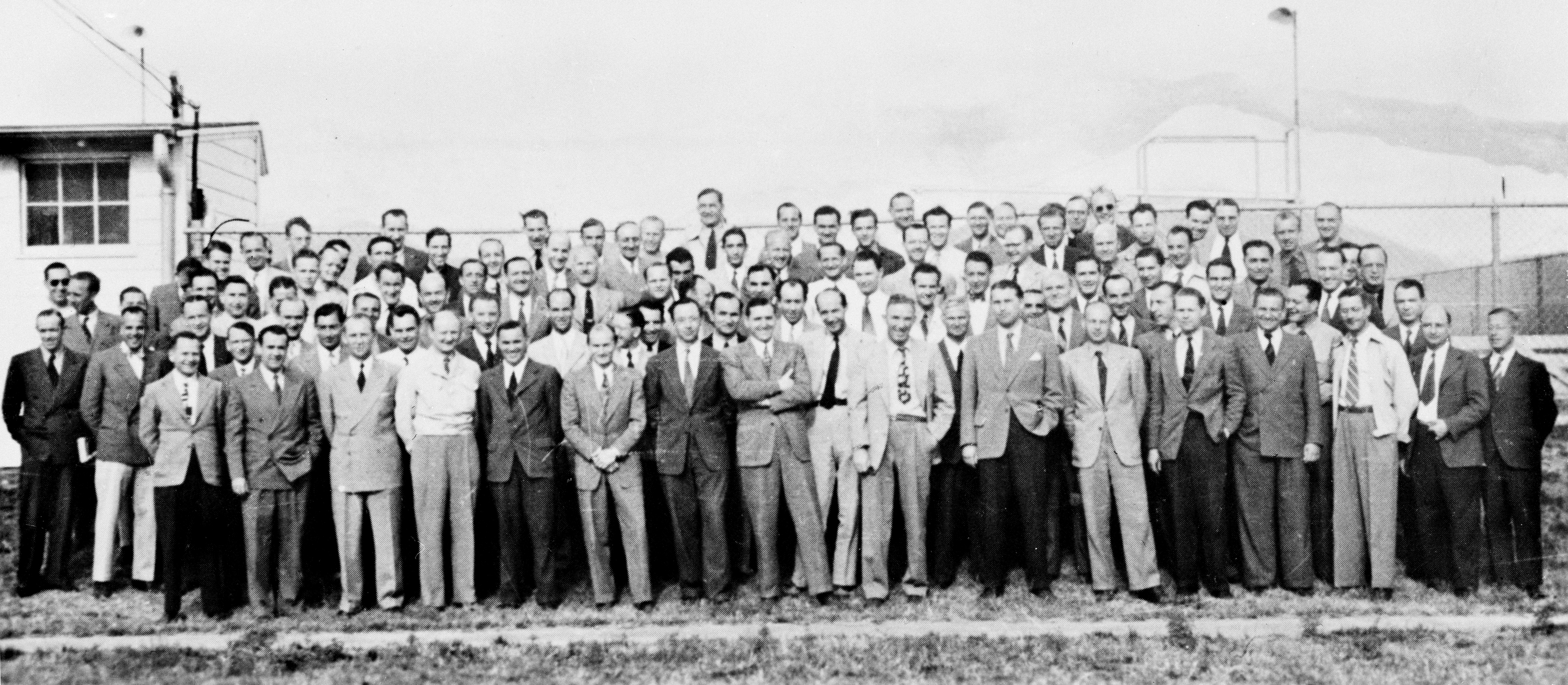
Zdjęcie przedstawiające grupę 104 niemieckich naukowców, wśród nich Wernher von Braun i Arthur Rudolph – Fort Bliss, 1946.

Operacja Paperclip (z ang. spinacz) – kryptonim operacji przeprowadzonej przez amerykańskie służby specjalne w końcowym okresie i po zakończeniu II wojny światowej, mającej na celu przerzucenie do Stanów Zjednoczonych czołowych niemieckich naukowców. Operacja ta jest także znana pod nazwą Operation Overcast, która rozpoczęła się przed zakończeniem II wojny światowej, a niemieccy naukowcy mieli pomóc w pokonaniu Japonii.

## Opis
Amerykanie byli szczególnie zainteresowani specjalistami z dziedzin aerodynamiki, broni rakietowej (jak ci, pracujący nad projektami V1 i V2), broni chemicznej i medycyny. Niemieccy naukowcy wraz z rodzinami byli przerzucani do USA bez wiedzy i zgody amerykańskiego Departamentu Stanu. Większość z tych naukowców była członkami NSDAP lub SS. Część z nich była odpowiedzialna za zbrodnie wojenne, jak np.: Hubertus Strughold, twórca skafandrów kosmicznych, był w czasie II wojny światowej uwikłany w zbrodnicze eksperymenty na ludziach. To oznaczało, że oficjalnie żaden z nich nie otrzymałby wizy amerykańskiej i pozwolenia na wjazd do tego kraju.
Osoby, które wówczas otrzymały pracę w Ameryce, to między innymi:
- Wernher von Braun
- Bernhard Tessmann
- Arthur Rudolph
- Kurt Blome
- Walter Schreiber
- Reinhard Gehlen
- Alexander Lippisch
- Hans von Ohain
- Kurt Lehovec
- Hubertus Strughold.